# Get Back Up
Get Back Up is de eerste single van No Mercy, het zevende studioalbum van de Amerikaanse rapper T.I.. Het nummer werd uitgebracht op 29 oktober 2010 door het platenlabel Grand Hustle. Chris Brown zingt mee op dit nummer.
De videoclip werd uitgebracht op 3 november 2010, en werd geregisseerd door Chris Robinson.

## Hitlijsten
| Hitlijst (2010)               | Hoogste positie |
| ----------------------------- | --------------- |
| Australian ARIA Singles Chart | 91              |
| German Black (Deutsche Trend) | 9               |
| Billboard Hot 100             | 70              |
| Billboard Rap & R&B Hiphop    | 37              |
| Billboard Hot Rap Songs       | 20              |